# Overleek
Overleek is een buurtschap in de gemeente Waterland, in de Nederlandse provincie Noord-Holland. Het is gelegen tussen Monnickendam en Ilpendam, zo'n 2 kilometer ten noorden van Broek in Waterland. Tot het ontstaan van de gemeente Waterland behoorde het tot de gemeente Monnickendam.
De benaming van Overleek duidt meer dan waarschijnlijk op het feit dat het vanuit Broek in Waterland gezien tegenover het water De Leek is gelegen. Mogelijk komt de naam van de weg, die Overleekergouw heette (thans gewoonweg Overleek) die deze betekenis ook gedragen zou hebben. De Leek was ooit een veenstroompje. Overleek ligt van oorsprong in het Rietbroek, deze omvatte ook het later ontstaande Monnikenbroek, vernoemd naar de monniken die zich daar vestigde. Overleek was lang opgedeeld in de buurtschappen Klein-Overleek en Groot-Overleek. In de loop van de 20e eeuw zijn de plaatsen één geworden.

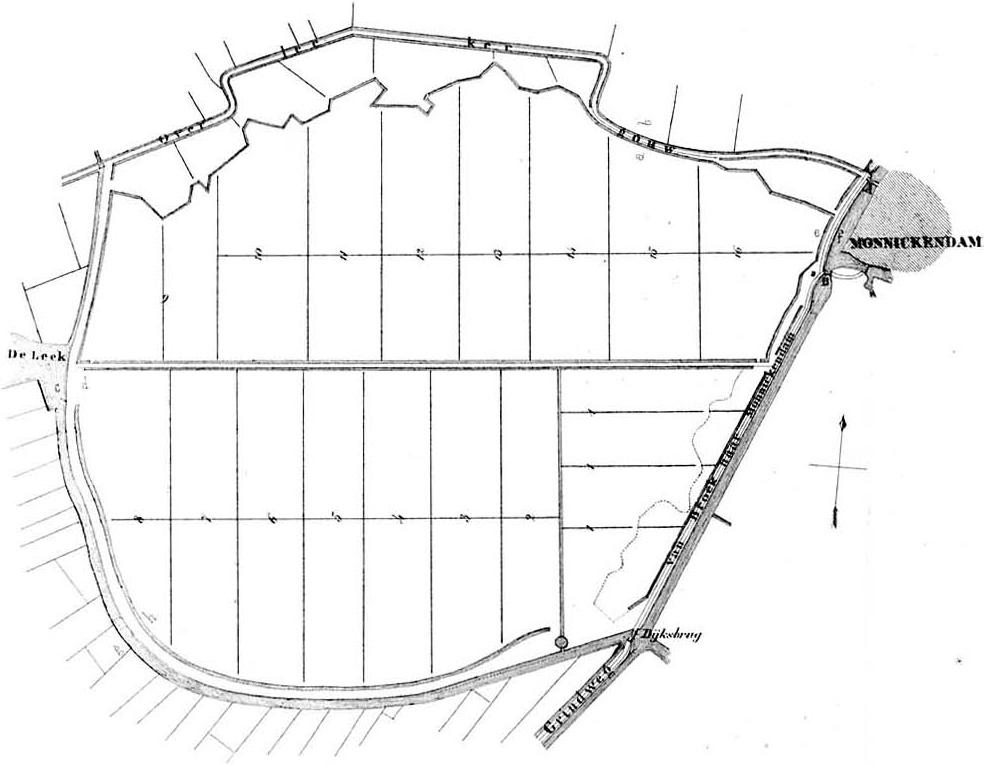
De Monnickenmeerpolder in 1867 met links De Leek

De buurtschappen lagen beide aan de westkant van het Monnickenmeer, dit meer werd pas tegen het einde van de 19e eeuw drooggemaakt, en aan de oostkant is de stad Monnickendam gelegen. Precies tegenover het meer was er lang geen echte bewoning. Na de droogmaking van het meer kwam daar langzaam verandering in, een van de redenen ook waarom de buurtschappen uiteindelijk één plaats zijn geworden. Van oorsprong vormde Groot-Overleek het westelijke deel en Klein-Overleek het oostelijke deel. In 1840 bestonden Groot- en Klein-Overleek tezamen uit slechts veertien huizen waarin 66 mensen woonden.
Sinds het einde van de 20e eeuw wordt Overleek soms ook wel een gehucht of dorpje genoemd, de gemeente Waterland herkent ook deels het plaatsje als een eigen kern maar formeel valt alle bewoning onder de stad Monnickendam en daarom wordt het meestal geduid als een buurtschap. Ook de bewoning aan de Kets en deel van de bewoning aan de Oudelandsdijkje (tegenover de Purmer) worden nogal eens bij Overleek gerekend, dit omdat deze het Rietbroek omvat. De kern aan de Overleek zelf bestaat in het begin van de 21e eeuw uit zo'n dertig huizen en heeft zo'n 80 inwoners. Een behoorlijk aantal van die huizen zijn stolpboerderijen. De buurtschap kent verder een boerenhotel en is befaamd wegens de Theetuin Overleek.
Stad: Monnickendam

Dorpen en gehuchten: Broek in Waterland · Ilpendam · Katwoude · Marken · Purmer (De Purmer) (deels) · Uitdam · Watergang · Zuiderwoude

Buurtschappen: Achterdichting · De Kets · Grotewerf · Havenbuurt · Het Schouw (deels) · Kerkbuurt · Minnebuurt · Moeniswerf · Overleek · Rozewerf · Wittewerf · Zedde

Noord-Holland: Steden en dorpen in Noord-Holland      Nederland: Provincies · Gemeenten